# Роузи
Мэтью Тапуну’у Аноа’й (англ. Matthew Tapunu'u Anoaʻi, 7 апреля 1970, Сан-Франциско, Калифорния — 17 апреля 2017, Пенсакола, Флорида) — американский рестлер, наиболее известный по выступлениям на независимой сцене под разными именами, а также в World Wrestling Entertainment (WWE), где он выступал под именем Роузи (англ. Rosey).
Он был членом семьи Аноа’й, известной самоанской семьи рестлеров. Аноа’й, вместе со своими покойными двоюродными братьями Эдди Фату и Мэттом Фату, проходил подготовку в тренировочном центре Wild Samoan Training Facility под руководством своего дяди, Афы Аноа’й. После обучения он выступал в промоушене Афы World Xtreme Wrestling (WXW). Он начал выступать в командных матчах вместе с Саму к команде под названием «Самоанская гангста-вечеринка». Команда недолго выступала в Extreme Championship Wrestling (ECW). В середине 1990-х годов Аноа’й выступал в различных независимых и международных промоушенах, включая World Wrestling Council и Frontier Martial-Arts Wrestling, выигрывая различные командные титулы. В 2001 году Аноа’й подписал контракт с WWE и был направлен в Heartland Wrestling Association (HWA) в Цинциннати, Огайо. Во время работы в HWA он вместе с Эдди Фату участвовал в командных матчах, и дуэт выиграл командное чемпионство HWA.
После подписания контракта с WWE в 2002 году Аноа’й и Фату были вызваны на бренд Raw. Известные как «3-минутное предупреждение», они использовались в качестве силовиков генерального менеджера Эрика Бишоффа. После ухода Фату в 2003 году, Аноа’й объединился Ураганом, и с тех пор они выступали вместе как команда. После двух лет совместной работы они выиграли титул командных чемпионов мира, но вскоре после проигрыша расформировались. После этого Аноа’й не переподписал свой контракт с WWE в марте 2006 года.
После окончания карьеры в WWE Аноа’й взял отпуск, чтобы провести время со своими маленькими детьми, тренируя своих старших сыновей. Затем Аноа’й продолжил карьеру рестлера, выступая в нескольких независимых организациях, включая All Japan Pro Wrestling, Great Championship Wrestling, BAW Championship Wrestling, Appalachian Wrestling Federation и Ohio Valley Wrestling. Помимо рестлинга, Аноа’й был участником реалити-шоу «Жирный март», где он сбросил 45 килограммов, но при этом повредил левое колено. В своем городе Милфорд, Огайо, где он вместе с женой растил своих детей, он решил открыть и управлять рестораном. Ресторан Island Boi BBQ был первым и единственным полинезийским рестораном в городе. Аноа’й любил отдавать дань своему сообществу и часто готовил обеды, чтобы накормить школьную футбольную команду. Ресторан был известен как место встречи для некоторых игроков «Цинциннати Бенгалс». Когда здоровье Аноа’й ухудшилось, он закрыл ресторан, чтобы сосредоточиться на здоровье.

## Личная жизнь
Аноа’й был наполовину самоанцем и наполовину итальянцем. Отцом Аноаʻи был самоанский рестлер Сика Аноаʻи. Он был братом Джо Аноаʻи, более известного в WWE как Роман Рейнс. Его бывшая жена, Аманда Вандеберг Шалл, нынешняя жена бойца UFC Керри Шолла, родом из Мейсона, Огайо. У них было два совместных сына, Джордан Илес и Коа Родни Аноа’й, и дочь Мэдисон Алани Аноа’й.

## Смерть
В январе 2014 года Аноа’й был госпитализирован из-за застойной сердечной недостаточности (которая была диагностирована у него несколькими годами ранее) и мерцательной аритмии. Болезнь Аноа’й была связана с увеличением веса, так как он боролся с хронической травмой колена, которая также вызывала проблемы с бедром. Он умер 17 апреля 2017 года, через 10 дней после своего 47-го дня рождения, в Пенсаколе, Флорида, из-за осложнений, связанных с сердечной недостаточностью.

## Титулы и достижения
- Extreme Wrestling Federation
  - Командный чемпион EWF (1 раз) — с Чарльзом Джексоном[4]
- Frontier Martial-Arts Wrestling / World Entertainment Wrestling
  - Хардкорный командный чемпион FMW/WEW (1 раз) — с Эдди Фату
- International World Class Championship Wrestling
  - Командный чемпион IWCCW (1 раз, финальный) — с Сэмми Силком
- Heartland Wrestling Association
  - Командный чемпион HWA (2 раза) — с Экмо
- Memphis Championship Wrestling
  - Командный чемпион Юга MCW (3 раза) — с Экмо[5]
- National Wrestling League
  - Командный чемпион NWL (1 раз) — с Л. А. Смутом[4]
- Pro Wrestling Illustrated
  - № 92 в топ 500 рестлеров в рейтинге PWI 500 в 2005[6]
- World Wrestling Council
  - Командный чемпион мира WWC (1 раз) — с Таити[7]
- World Wrestling Entertainment
  - Командный чемпион мира (1 раз) — с Ураганом[8]
- World Xtreme Wrestling
  - Командный чемпион WXW (3 раза) — с Л. А. Смутом
- Wrestling Observer Newsletter
  - Худшая команда (2002) с Джамалом[9]